# مسجد دمقسيس
جامع دمقسيس (1106هجرية / 1694م)، هو أحد المساجد التي انشئت في عصر الدولة العثمانية في مصر، يقع ب رشيد بمحافظة البحيرة.

## تاريخ
يقع مسجد دومقسيس أمام منزل البقرولي الأثري بشارع علي الجارم، وأنشأ هذا المسجد صالح أغا دومقسيس
سنة 1116 هجرية- 1704 ميلادي.

## سبب التسمية
اشتهر هذا المسجد باسم المعلق كون الصلاة تجري في الطابق الثاني منه، أما الدور الأرضي فهو عبارة عن
مخازن وحوانيت ذات أقبية متقاطعة.

## البناء المعماري
يوجد تحت المسجد ممر كبير والصعود إليه يكون بواسطة سلالم تقع في الناحية الغربية وسلالم أخرى تقع في الناحية الجنوبية، وتحيط بالمسجد سقيفة من الجهات الشمالية والغربية والشرقية.
وعن البناء المعماري للمسجد: يطل المسجد بواجهتين على شارع الصاغة برشيد، الواجهة البحرية تتوسطها المئذنة وهي ذات طراز محلي مكون من القاعدة والبدن مثمن الشكل، وترتكز دورة المؤذن على مقرنصات تعلوها الخوذة ثم الهلال النحاسي وفائدته معرفة اتجاه القبلة. أما الواجهة الأخرى في الجهة الغربية فيتم الصعود إليها بدرج حجري، وبها مظلة وسقيفة من الجهة الشمالية والشرقية للمسجد للصلاة".
والمسجد من الداخل عبارة عن بائكتين من الأعمدة تحصر فيما بينها 3 أروقة، أما عن جدار القبلة فغشيت جدرانه ببلاطات القيشاني ذات التأثيرات الأندلسية، وبعض العبارات الدينية، والمحراب عبارة عن عقد منكسر يرتكز على عمودين من الرخام أما المنبر فيتكون من باب المقدم وريشتين ثم جلسة الخطيب يعلوها الجوسق.
المسجد مسقوف بسقف خشبي بسيط محمول على صفين من العقود المرتكزة على أعمدة رخامية. وأهم ما يتميز به هذا المسجد محراب المكسو بترابيع من القاشانى المزخرف الجميل، ووزرة جدار القبلة المكونة من ترابيع من الرخام الأبيض عليها كتابات مختلفة الخطوط، وترابيع أخرى من القاشانى المزخرف. وإلى جوار المحراب منبر خشبى دقيق الصنع. وتقع المنارة في منتصف الوجهة البحرية، وهي مثمنة حتى دورة المؤذن، تحليها زخارف وتقاسيم جصية تتخللها ترابيع من القاشانى الملون. وتتكوّن دورة المؤذن هذه من مقرنصات متعددة الحطات، ويبرز منها عمود أسطوانى محلى سطحه بقنوات رأسية وينتهى من أعلى بالخوذة. وهذا الطراز من المنارات هو الشائع في كل من رشيد ودمياط وفي مدن الوجه البحري.

## توصيف الموقع الاثري
يعتبر مسجد دمقسيس المسجد الوحيد بمدينة رشيد الذي يتم الصعود إليه بسلم حجري له درابزين خشبي في الواجهتين الشمالية الشرقية والجنوبية الغربية، وهو محاط بسقيفة تتقدمه من ثلاث جهات عدا الجهة
الجنوبية، أضيفت إليه بعض الزيادات في الجهة الشمالية الشرقية عام 1217هـ - 1802م أي بعد نحو قرن من بنائه ويشغل الطابق الأرضي تحت المسجد مخازن وحواصل كانت موقوفة عليه وهذه ميزة ينفرد بها المسجد عن بقية مساجد رشيد، مادة البناء من الطوب الرشيدي والسقف من الخشب.
لقد ذكر هتس أن المسجد أنشئ عام 1106هـ - 1694م وذكر في كتاب آثار رشيد أنه أنشئ عام 1116هـ - 1704م إلا أنه لا يوجد أي دليل على هذين التاريخين فقد ورد ضمن النصوص الكتابية بالمسجد العديد من التواريخ إلا أن أقدمها هو التاريخ المذكور بحساب الجمل بالنص المنقوش على اللوح الرخامي المثبت على الواجهة الشمالية والذي ذكر به اسم مهندس المسجد "مصطفى جورباجي" وذكر التاريخ في عبارة "تجزي في قصر الجنان إلى الأبد"،
وتعنى بحساب الجمل 1114هـ - 1702م، وقد ذكر أن المنشئ وهو "صالح أغا دمقسيس" إلا أن الوثائق حسمت الموقف حيث ذكرت أن صاحب المسجد ومنشئه وهو أحمد أغا طوطمقز وعلى ذلك يؤرخ المسجد بتاريخ إنشاؤه وهو 1114هـ - 1702م، وأن منشئه هو أحمد أغا طوطمقز طبقاً لأقدم نص تاريخ ورد بالمسجد والذي ورد به اسم المهندس الذي قام بالبناء، أما السقيفة الشرقية فقد تم توسيعها عام 1217هـ - 1802م طبقاً للنص المثبت أعلى الباب المؤدي منها لداخل المسجد حيث ورد التاريخ في عبارة «طيب وظريف» وهي تعني بحساب الجمل التاريخ المذكور.
ويتكون المسجد من الداخل من ثلاثة بلاطات يحددها صفان من الأعمدة الرخامية المتناسقة والتى تحمل عقوداً مدببة تحمل السقف الخشبى وتربط العقود أوتاراً خشبية يتميز هذا المسجد بأن جدار القبلة مزين ببلاطات القاشاني والرخام، وقد كانت جميع الجدران مغطاء أيضاً حيث أزيلت الآن ولم يتبق منها إلا بعض بلاطات أسفل الجدران ويعتبر جدار القبلة من أجمل وأندر الجدران بالعمارة الدينية بمدينة رشيد حيث لم يحظى أي جدار بما حظي به من التشكيلات القاشانية والرخامية ذات الزخارف النباتية المتنوعة. أما المحراب فهو نصف دائرى يتوجه عقد مدبب، يرتكز على عمودين من الرخام لكل منهما تاج مقرنصة ومزخرف بالبلاطات القاشانية الرائعة، وتقع المئــذنــــــة ملاصقة للجدار الشمالى وهي من ثلاثة أدوار وشرفة تدور على مقرنصات وزينت المئذنة بأشرطة من بلاطات القاشانى.

## عمارة
زخرفت واجهته البحرية باستعمال الطوب في أوضاع هندسية جميلة وفي منتصف هذه الواجهة توجد المئذنة. ويتكون رواق القبلة من صفين من الأعمدة يقسمان المسجد إلى ثلاث بوائك. والأعمدة متساوية الأطوال ومنتظمة وتتجه من الشرق إلى الغرب. وجدران المسجد من الداخل مكسوة ببلاطات القاشانى ، وكذا القبلة، وتوجد بعض الكتابات الأثرية التي ترجع إلى تاريخ إنشاء المسجد. كما يوجد بالمسجد منبر خشبى يعتبر من أجود المنابر الخشبية التي تحتوى على زخارف من الخشب الخرط التي تمثل العصر العثماني أصدق تمثيل. والمئذنة مبنية كذلك من الطوب المكسى بالبياض ولكن قوالب الطوب وضعت في زوايا وأوضاع خاصة فجاءت زخارفها غاية في الإبداع، بل أنى أرى أنه ليس لها مثيل في زخارف المآذن المشابهة.

## روابط خارجية
- آثار القاهرة الإسلامية نسخة محفوظة 31 مايو 2014 على موقع واي باك مشين.